# Hoplopeza pulcherrima
Hoplopeza pulcherrima är en tvåvingeart som först beskrevs av Mario Bezzi 1904.  Hoplopeza pulcherrima ingår i släktet Hoplopeza och familjen puckeldansflugor. Inga underarter finns listade i Catalogue of Life.